# Cseresnyés Rózsa
Cseresnyés Rózsa (Zalalövő, 1924. január 19. – Békéscsaba, 1980. május 3.) magyar színésznő.

## Életpályája
Zalalövőn született, 1924. január 19-én. Nyolc éves volt, mikor szüleivel és testvérével Felsőgödre költöztek. Általános iskoláját is itt végezte. Már kislány korában kitűnt társai közül jó zenei érzékével és szép hangjával. Székelyhidy Ferenc operaénekes biztatására a budapesti Zenei Konzervatóriumon zongorázni és énekelni tanult, Makay Margitnál színészetet. 

„Tanulóéveimet az ének csak részben töltötte be. Két iskolába jártam egyszerre: ipariskolába, hogy szüleim kívánságának eleget tegyek; színiiskolába, hogy az én vágyam is teljesüljön. E kettő mellett még Makay Margit kedves tanárom iskolájába is beiratkoztam.”

Rózsahegyi Kálmán színiiskoláját végezte el 1947-ben. Pályáját Győrben kezdte 1945-ben. 1949-től a kecskeméti Katona József Színház szerződtette. 1951-től a Miskolci Nemzeti Színházhoz szerződött, 1953-tól az Állami Déryné Színháznál játszott, 1956-tól az egri Gárdonyi Géza Színház tagja volt. 1961-től a Veszprémi Petőfi Színházban szerepelt. 1963-tól a Békés Megyei Jókai Színházhoz szerződött és itt játszott haláláig. Fellépett a Gyulai Várszínházban is. Sokoldalú művésznő volt. Egyaránt alakított komika, primadonna és drámai hősnő szerepeket. 
Férje Kalmár Bányai Jámbor Zéta (1922-1996) előadóművész volt, leányuk Katalin 1948-ban született.
Gödön a Jácint utcai temetőben helyezték végső nyugalomra.

## Színházi szerepeiből
- William Shakespeare: II. Richard... York hercegné:
- Niccolò Machiavelli: Mandragóra... Sostrata
- Molière: Dandin György... Claudine
- Carlo Goldoni: A fogadósné... Dejanira, színésznő
- Friedrich Schiller: Ármány és szerelem... Millerné
- Friedrich Schiller: Stuart Mária... Hanna
- Victor Hugo: Hernani... Donna Josefa
- Ifj. Alexandre Dumas: A kaméliás hölgy... Prudence Duvernoy
- Lope de Vega: A kertész kutyája... Anarda, Diana szolgálója
- Eduardo De Filippo: Vannak még kísértetek... Mária
- Federico García Lorca: Marianita... Dona Angustias
- Anton Pavlovics Csehov: Három nővér... Anfisza, öreg dada
- Anton Pavlovics Csehov: A manó... Vojnyickaja, Marija Vasziljevna
- Alekszandr Nyikolajevics Osztrovszkij: A szép férfi... Szoszipatra
- Makszim Gorkij: Kispolgárok... Asszony
- Henrik Ibsen: Hedda Gabler... Juliane Tesman kisasszony
- George Bernard Shaw: Az ördög cimborája... Dudgeonné
- Tennessee Williams: A vágy villamosa... Eunice
- William Somerset Maugham: Imádok férjhez menni... Mrs. Shuttleworth
- Arthur Miller: A salemi boszorkányok... Tituba
- Leon Kruczkowski: A szabadság első napja... Grimmné
- Lillian Hellman: Kis rókák... Olivia
- Johann Baptist Schenk: Falusi borbély... Nyelves Manci
- Viktor Szergejevics Rozov: Felnőnek a gyerekek... Anasztázia
- Pjotr Andrejevics Pavlenko: Boldogság... Ogarnova Varvara
- Iszidor Vlagyimirovics Stok: Az élet megy tovább... Klavgyija Petrovna
- Peter Karvaš: A sebhely... Vera, Sebő felesége
- Wolfgang Kohlhaase: Hal négyesben... Sarolta
- Vörösmarty Mihály: Csongor és Tünde... Ilma
- Jókai Mór: A kőszívű ember fiai... Remigia nővér
- Csiky Gergely: A nagymama... Galambosné
- Csiky Gergely: Ingyenélők... Borcsa, szakácsné
- Szigligeti Ede: A mama... Mogoriné
- Szigligeti Ede – Tabi László: A párizsi vendég... Babett, komorna
- Szigligeti Ede: A trónkereső... Charitas, apáca
- Jókai Mór: Az aranyember... Zsófia, Brazovics felesége
- Heltai Jenő: A néma levente... Gianetta; Carlotta
- Molnár Ferenc: Olympia... Lina
- Molnár Ferenc: Liliom... Hollunderné
- Gárdonyi Géza: Annuska... Anna
- Móricz Zsigmond: Nem élhetek muzsikaszó nélkül... Zsani néni
- Móricz Zsigmond: Légy jó mindhalálig... Török néni
- Békeffi István – Kerekes János – Kellér Dezső: Palotaszálló... Titkárnő
- Tersánszky Józsi Jenő: Kakuk Marci... Méltósága, fösvény, zsarnok hölgy
- Jékely Zoltán: Fejedelmi vendég... Vénasszony
- Illyés Gyula: Homokzsák, avagy nevetni könnyebb... Baloghné
- Dunai Ferenc: A nadrág... Soltészné
- Örkény István: Tóték... Tótné
- Görgey Gábor: Délutáni tea... Szakácsnő
- Schwajda György: Mesebeli János... Rózsika, Varga felesége
- Németh László: Bodnárné... Bodnárné
- Darvas József: Szakadék... Baloghné, a tanító háziasszonya
- Mesterházi Lajos: A tizenegyedik parancsolat... Karola
- Kodolányi János: Földindulás... Böbékné
- Bárány Tamás: A szülő is ember... Gitta, titkárnő
- H. Barta Lajos: Kiáltás... Özv. Csernyiné
- P. Horváth László: Hétlábú paripa... Anya
- Tóth Miklós: Jegygyűrű a mellényzsebben... Ida
- Tóth-Máthé Miklós: Két nap az akácosban... Róza néni
- Földes Mihály: Mélyszántás... Ruzsáné
- Juhász István: Tíz közül kilenc... Annus
- Kopányi György: Késői békülés... Mokriné
- Cserhalmi Imre: Alku nélkül... Král Veron
- Gobby Fehér Gyula: A Budaiak szabadsága... Öregasszony
- Johann Strauss: Bécsi diákok... Cukrász
- Kálmán Imre: A montmartre-i ibolya... Ninon
- Kálmán Imre: Csárdáskirálynő... Cecília
- Kálmán Imre: Marica grófnő... Cecília néni
- Lehár Ferenc: Pacsirta... Borcsa
- Lehár Ferenc: Vándordiák... Borcsa néne
- Lehár Ferenc: A víg özvegy... Prascovia
- Farkas Ferenc: Csínom Palkó... Örzse
- Eisemann Mihály: Egy csók és más semmi... Dühös nő
- Tarbay Ede: Mese a tűzpiros virágról... Dajka
- Jevgenyij Lvovics Svarc – Romhányi József: Hókirálynő... Rablómama

## Díjai, elismerései
- SZOT-díj (1970)
- Szocialista Kultúráért Kitüntetés (1972)
- Békéscsaba Város Nívódíja (1979)
- Békés Megyei Nívódíj (1979)